# Moira Forjaz
Moira Forjaz (geboren am 17. April 1942 in Bulawayo, Südrhodesien) ist ein simbabwische Fotografin und Filmemacherin.

## Leben
Forjaz wurde 1942 in Bulawayo in Südrhodesien (heute Simbabwe) geboren. Sie hat sowohl russische Vorfahren aus der Region Riga wie irische Vorfahren aus der Gegend um Cork. 1960 begann sie Grafikdesign an der School of Arts and Design in Johannesburg (Südafrika) zu studieren, das Studium schloss sie mit dem Diplom ab. Parallel begann sie sich für Fotografie zu interessieren und begann als Fotojournalistin zu arbeiten. Politisch war die Zeit stark vom Anti-Apartheids-Kampf geprägt, dem sich Forjaz anschloss. Sie lernte unter anderem Hillary Hamburger, Joe Slovo, Ruth First, David Goldblatt, Jürgen Schadeberg und Sam Haskins kennen.
1963 wurde ihre Freundin Ruth First im Zuge einer Verhaftungswelle festgesetzt und für 117 Tage in Einzelhaft gehalten. Nach ihrer Freilassung entschieden sich First und ihr Ehemann Joe Slovo ins Exil nach London zu begehen, was Forjaz motivierte es ihnen gleich zu tun. Bei einer Abschiedsreise ins benachbarte Lourenço Marques (heute Maputo) in der portugiesischen Kolonie Mosambik lernte sie ihren späteren Ehemann, den Architekten José Forjaz kennen. Gemeinsam mit José Forjaz machte sie Stationen in Portugal (1965/66), London (1965), New York (1967/68) und Swasiland (1968). In Swasiland unterrichtete Forjaz Kunst an der Waterford Kamhlaba. Dort brachte sie auch ihren Sohn António „Pipas“ Forjaz zur Welt.
Gemeinsam zog das Paar 1974 nach Mosambik, das im Jahr darauf unabhängig wurde. Politisch standen die beiden der in Mosambik regierenden FRELIMO nah. Während ihr Ehemann das Amt des Ministers für öffentliche Bauten in dem jungen Staat übernahm, dokumentierte Moira Forjaz die politischen Veränderungsprozesse fotografisch, u. a. für die Agência de Informação de Moçambique. Sie machte sich als Fotografin einen Namen und gehörte zu den bekanntesten ihres Faches in Maputo, sodass sie zu einem der offiziellen Fotografen des Staatspräsidenten Samora Machel wurde.
Forjaz war auch im Filmbereich tätig und die erste Frau, die am Instituto Nacional de Cinema Regie führte. Dort arbeitete sie unter anderem mit Jean-Luc Godard, Jean Rouch und Ruy Guerra zusammen. Sie drehte 1981 zwei kurze Dokumentarfilme, Mineiro Moçambicano und Um dia em uma aldeia comunal. Anschließend war sie Assistentin von José Fonseca e Costa an Música, Moçambique!, einem langen Dokumentarfilm über mosambikanische Musik, der am 25. Juni 1981 in Maputo anlässlich des Jahrestages des Unabhängigkeitstages von Mosambik ausgestrahlt wurde.
1981 gründete sie gemeinsam mit den Fotografen Kok Nam und Ricardo Rangel den mosambikanischen Fotografenverband (Associação Moçambicana de Fotografia). Ende der 1980er Jahre verließ Forjaz Mosambik und zog nach Lissabon. Dort gründete sie 1989 die Galerie Moira, die sie bis 2001 leitete.
2001 gründete sie das „International Music Festival Viana do Castelo“, das sie bis 2011 leitete. Von 2005 bis 2012 war sie außerdem Leiterin des Internationalen Musikfestivals in Maputo.
Seit 2012 lebt Forjaz auf der Ilha de Moçambique.

## Werke

### Veröffentlichungen
- Moçambique A Terra e os Homens. Associação Moçambicana de Fotografia, Maputo 1984.
- Images of a revolution: mural art in Mozambique. mit Texten von Albie Sachs. Zimbabwe Publishing House, Harare 1983, ISBN 0-949932-48-5.
- Muipiti: ilha de Moçambique. mit Texten von Amélia Muge. Imprensa Nacional-Casa da Moeda, Maputo 1983.
- mit Ruth First: Black Gold: The Mozambican Miner, Proletarian and Peasant. St. Martin’s Press.
- Mozambique 1975/1985. Fanele, Auckland Park 2016, ISBN 978-1-928232-16-2.
- The Islanders. Jacana Media, Johannesburg 2019, ISBN 978-1-928232-68-1.

### Filme
- 1980: A Televisão nos Bairros
- 1981: Música, Moçambique!
- 1981: Mineiro moçambicano
- 1981: Um dia em uma aldeia comunal